# Алексеев, Николай Иванович (генерал-майор)
Николай Иванович Алексеев (17 декабря 1898, Петербург — 12 августа 1985) — советский писатель и военный. Заслуженный работник культуры БССР (1980).

## Биография
Родился в Санкт-Петербурге в семье дворника 17 декабря 1898 г. Рано остался сиротой и с детства работал пастухом в с. Рудно, Петербургской губернии. В 1908 г. брат отца определил его в ученики по электромонтажному делу. 
В 1915 г., в период Первой мировой войны, ушёл добровольцем в императорскую армию, воевал на Западном и Юго-Западном фронтах. В составе 3-го запасного пехотного полка участвовал в событиях Февральской и Октябрьской революций 1917 г. в Петрограде. Воевал с белогвардейцами на фронтах Гражданской войны.
В 1920 г. вступил в РКП(б). В 1927 г. окончил военные инженерные курсы в Ленинграде. В 1935 г. - Академические курсы высшего комсостава при Военно-инженерной Академии РККА.
В Советской Армии (1918—1958) прошел путь от солдата до генерала-майора инженерных войск. Воевал с интервентами на Западном фронте. В 1938 г. участвует в боевых действиях у озера Хасан (Дальний восток), во время Великой Отечественной войны (1941-1945)  - начальник отдела кадров Западного фронта, затем в управлении 3-го Белорусского фронта.
После войны генерал-майор инженерных войск Алексеев жил в Курске. В 1951-1958 гг. - начальник Курского суворовского военного училища. Переезд в Минск.
С 1980 г. - заслуженный работник культуры Белорусской ССР.
Умер 12 августа 1985 года. Похоронен на Северном кладбище под Минском.

## Творчество
Первые литературные опыты Николая Ивановича Алексеева относятся к 1934 г., когда появились очерки и рассказы для военных газет.
В 1940 г. приступил к написанию романа "Яков Железнов", который удалось завершить лишь в 1944 г. Отдельные главы печатались в журнале "Октябрь".
В 1946 г. роман "Яков Железнов" вышел отдельной книгой (М., "Советский писатель").
В 1957 в Курском книжном издательстве издан роман "Испытание", который повествовал о событиях Великой Отечественной войны.
В 1961 г. Бобруйский передвижной театр поставил пьесу Алексеева "Сестра Варвара".
В 1974 г. издан роман "По зову сердца" о стойкости и мужестве советских людей в борьбе с фашистскими захватчиками (Минск, "Мастацкая литература").
Романы "Испытание" и "По зову сердца" в 1978 г. переизданы одной книгой (Минск, "Мастацкая литература").
В 1978 г. выходят повести о дважды Герое Советского Союза И. Д. Черняховском «Осколком оборванная жизнь» (1978) и др.   

## Награды
Награждён двумя орденами Ленина, пятью орденами Красного Знамени, орденами Кутузова II степени, Отечественной войны I степени, крестом Грюнвальда III класса и медалями.